# 원한의 도전장
"원한의 도전장"은 한국에서 제작된 이혁수 감독의 1983년 영화이다. 이대근 등이 주연으로 출연하였고 이재훈 등이 제작에 참여하였다.

## 출연

### 주연
- 이대근
- 이한나
- 장동휘
- 김기주

## 기타
- 조명: 손달호
- 녹음: 손인호
- 미술: 송백규